# Moritz Egert
Ne pas confondre avec le pianiste et compositeur Moritz Eggert.
Moritz Egert (né le 2 mars 1988 à Göttingen) est un mathématicien allemand et professeur à l'université de technologie de Darmstadt. Il s'occupe des équations aux dérivées partielles, des problèmes de valeurs limites et d'analyse harmonique.

## Biographie
Après avoir obtenu son diplôme d'études secondaires en 2007, Egert étudie les mathématiques à l'université de technologie de Darmstadt. En 2012, il termine ses études avec un master. Grâce à une bourse de la Fondation académique nationale allemande, il obtient son doctorat avec la mention summa cum laude de l'Université de technologie de Darmstadt, avec une thèse intitulée « On Kato's conjecture and mixed boundary conditions », sous la direction de Robert Haller-Dintelmann. Après son premier postdoc dans le projet IRTG 1529, il rejoint l'université Paris-Saclay, où il travaille d'abord comme chercheur postdoctoral Sophie Germain puis comme maître de conférences. Il est professeur à l'université de technologie de Darmstadt depuis 2021.
Avec Pascal Auscher, il écrit la monographie Boundary value problems and Hardy spaces for elliptic systems with block structure, qui reçoit le prix Ferran Sunyer i Balaguer en 2022.
Moritz Egert est également connu grâce au deuxième épisode du podcast primé Literatur-Rundschau de Jonas Sauer.

### Vie privée
Moritz Egert est marié et père de deux enfants. Dans ses temps libres, il est cycliste et concourt pour l'équipe DGD Racing.

## Publications (sélection)
- avec Robert Haller-Dintelmann et Patrick Tolksdorf: « The Kato Square Root Problem for Mixed Boundary Conditions ». In: Journal of Functional Analysis. Band 267, Nr. 5, 2014, S. 1419–1461, doi:10.1016/j.jfa.2014.06.003.
- « On Kato's conjecture and mixed boundary conditions » (thèse) Sierke Verlag, Göttingen 2015,  (ISBN 978-3-86844-719-4) (tu-darmstadt.de [PDF]).
- avec Pascal Auscher, Simon Bortz et Olli Saari: « Nonlocal self-improving properties: a functional analytic approach ». In: Tunisian Journal of Mathematics. Band 1, Nr. 2, 2018, S. 151–183, doi:10.2140/tunis.2019.1.151 (arxiv.org [PDF]).
- avec Pascal Auscher: « Boundary value problems and Hardy spaces for elliptic systems with block structure ». In: ArXiv. 2020, doi:10.48550/arXiv.2012.02448 (arxiv.org [PDF]).